# 쇼크

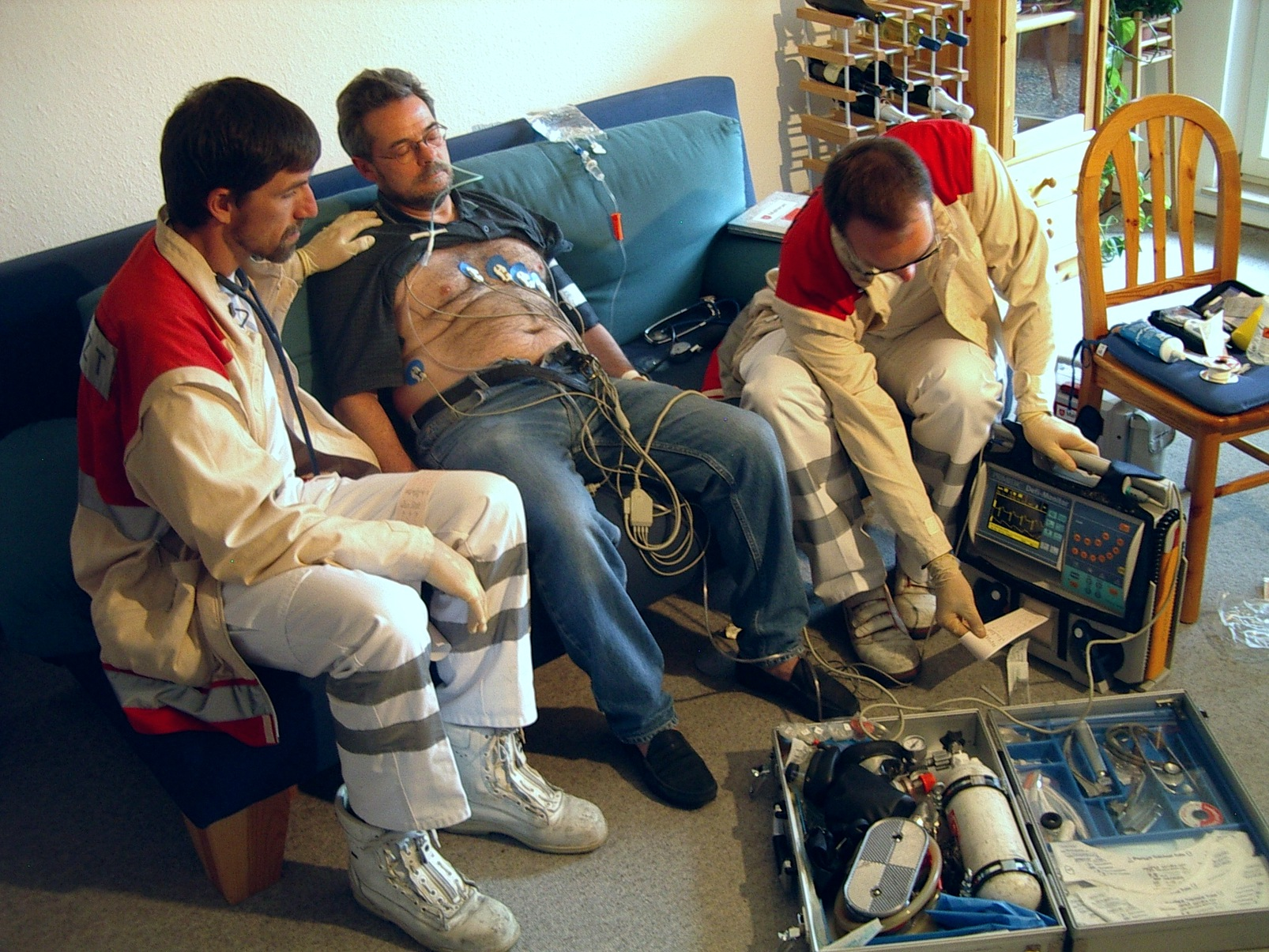

쇼크(shock)는 조직에 산소가 충분히 공급되지 못했을 때 일어나는 현상이다. 쇼크로 인하여 호흡과 맥박이 멈추면 심폐소생술(CPR)을 실시한다. 그래서 충격(衝擊)이라고도 한다.
쇼크는 근본 원인에 따라 저혈량성 쇼크, 심인성 쇼크, 폐쇄성 쇼크, 분포성 쇼크 등 4가지 주요 유형으로 분류된다. 저용량 쇼크라고도 알려진 저혈량성 쇼크는 출혈, 설사 또는 구토로 인해 발생할 수 있다. 심장성 쇼크는 심장마비나 심장 타박상으로 인해 발생할 수 있다. 폐쇄성 쇼크는 심장 압전이나 긴장성 기흉으로 인해 발생할 수 있다. 분포 쇼크는 패혈증, 아나필락시스, 상부 척수 손상 또는 특정 과다 복용으로 인해 발생할 수 있다.
진단은 일반적으로 증상, 신체 검사, 실험실 검사를 조합하여 이루어진다. 맥압 감소(수축기 혈압 - 확장기 혈압) 또는 빠른 심박수는 우려를 불러일으킨다. 심박수를 쇼크 지수(SI)로 알려진 수축기 혈압으로 나눈 값이 0.8보다 크면 단독으로 저혈압이나 빠른 심박수보다 진단을 더 잘 뒷받침한다.
쇼크 치료는 가능한 근본 원인에 따라 이루어진다. 기도가 열려 있어야 하고 충분한 호흡이 이루어져야 한다. 진행 중인 출혈은 모두 중단해야 하며, 수술이나 색전술이 필요할 수 있다. 링거 젖산염이나 농축 적혈구와 같은 정맥 수액이 종종 투여된다. 정상적인 체온을 유지하려는 노력도 중요하다. 혈관수축제는 어떤 경우에는 유용할 수 있다. 쇼크는 흔하며 사망 위험도 높다. 미국에서는 매년 약 120만 명이 쇼크로 응급실을 방문하며, 이들의 사망 위험은 20~50%이다.

## 종류
- 저혈량성 쇼크 - 혈액 등 체액의 대량손실로 발생
- 심장성 쇼크 - 심장에 충격 등이 가해져 제기능을 하지 못함으로 발생
- 신경성 쇼크 - 경추,척추손상 등으로 신경계에 이상이 발생
- 과민성 쇼크(아나필락시스) - 알레르기로 인한 기도 폐쇄로 인해 발생, 경우에 따라 사망에 이를 수 있다.
- 호흡성, 대사성, 정신성 쇼크(급성 스트레스 장애) - 산소량 부족, 당뇨성케토산의 증가, 정신적 충격으로 발생. 정신적 쇼크도 응급 진료가 필요하며, 경우에 따라 사망에 이를 수 있다.